# Minstrellus
Minstrellus is een geslacht van vlinders uit de familie van de prachtvlinders (Riodinidae), onderfamilie Riodininae.
Minstrellus werd in 2007 voor het eerst wetenschappelijk beschreven door Hall.

## Soorten
Minstrellus omvat de volgende soorten:
- Minstrellus emphatica (Stichel, 1911)
- Minstrellus grandis (Callaghan, 1999)
- Minstrellus leucotopus (Stichel, 1911)
- Minstrellus nivosa (Stichel, 1929)